# 타르키아
타르키아(Tarchia)는 몽골의 백악기 후기에 살았던 안킬로사우루스과 공룡이고, 아시아의 곡룡들 중에서도 비교적 최근 지층에서 발견되어 약 7000만년 전까지 생존한 것으로 보인다.
몸길이는 5.5~6m, 몸무게는 약 2.5t 정도로 추정된다. 타르키아의 화석은 대부분 양호한 보존 상태로 발견되었는데 두개골 두구는 거의 완벽히 보존되었고 나머지 몸통 부분의 뼈도 대부분 발견되었다. 이들의 두개골 길이는 40cm 정도였고 꼬리에는 매우 큰 곤봉이 달려있었는데 길이가 무려 50cm였다.
이들은 비슷한 시기에 비슷한 지역에 살던 사이카니아와 닮았는데 두개골에서 차이를 보인다. 타르키아는 두개골의 높이가 높고 뇌주머니가 사이카니아보다 컸다. 사이카니아와 두개골의 크기는 비슷했지만 뇌주머니의 크기가 더 컸으며, 속명 역시 이러한 특징에서 비롯된 것이다.

## 발견 및 이름 지정
1970년에, 폴란드-몽골 탐험대가 쿨산 근처에서 곡룡류 두개골을 발견했다.
1977년 테레사 마린스카는 타르키아 킬라나의 이름을 따서 지었다.